# Adesmia occulta
Adesmia occulta es una especie de planta floral del género Adesmia, tribu Dalbergieae, subfamilia, Faboideae.

## Distribución
Especie nativa de Argentina, Bolivia y Chile. Crece en el bosque subalpino o subártico.

## Taxonomía
Fue descrita por (R.E.Fr.) Burkart y publicada en Darwiniana 3: 327 (1939).
Etimología
Adesmia: del griego a- (sin) y desme (envoltorio), en referencia a los estambres libres.
occulta: epíteto que significa oculta.
Sinónimos homotípicos
- Patagonium occultum R.E.Fr. in Nova Acta Regiae Soc. Sci. Upsal., ser. 4, 1(1): 135 (1905).[1]

Sinónimos heterotípicos
- Adesmia patancana Ulbr. in Bot. Jahrb. Syst. 37: 554 (1906).[1]
- Patagonium patancana (Ulbr.) Rusby in Bull. New York Bot. Gard. 6: 513 (1910).[1]